# 布萊頓穹頂宮 (英國國會選區)
布萊頓穹頂宮（英語：Brighton Pavilion），英國國會一自治市選區，位於英格蘭東薩塞克斯郡渡假勝地布萊頓，並以當地的地標皇家穹顶宫為名。創設於1950年。
此區早期是保守黨的安全選區，直到1997年工黨的大衛·萊珀打破了這個局面。2010年大選中他放棄連任，而卡羅琳·盧卡斯擊敗三大政黨的候選人（全部是女性），而後者則成為首位晉身下議院的英格蘭和威爾斯綠黨人士。